# Pterula decumbens
Pterula decumbens är en svampart som beskrevs av Corner, K.S. Thind & Dev 1957. Pterula decumbens ingår i släktet Pterula och familjen mattsvampar.   Inga underarter finns listade i Catalogue of Life.